# Отпущенников, Николай Фёдорович
Николай Фёдорович Отпущенников (1 мая 1909, с. Украинка, Омский уезд — 1988) — советский учёный-физик, доктор физико-математических наук, профессор.

## Биография
Родился в селе Украинка Омского уезда Акмолинской области (ныне — Исилькульский район Омской области) в крестьянской семье.
Окончил физико-математический факультет Томского государственного университета имени Куйбышева (годы учёбы 1928—1934) и аспирантуру (1937). В 1938 г. защитил кандидатскую диссертацию.
В 1935—1938 преподавал в Томском медицинском институте и Томском университете.
С 1938 г. старший преподаватель, доцент (1940) кафедры экспериментальной физики Свердловского государственного университета. В годы войны разработал и применил на Златоустовском заводе новый метод определения твердости сверл и других закаленных изделий.
С сентября 1945 г. в Курском государственном педагогическом институте: декан физико-математического факультета (до 1949), зав. кафедрой физики (1945—1964) и общей физики(1964—1970).
В 1963 защитил докторскую диссертацию на тему «Скорость звука и физико-химические свойства веществ». Профессор (1966).
С 1966 по 1988 год главный редактор ежегодного сборника научных трудов Курского государственного педагогического института «Ультразвуковые и физико-химические свойства вещества» (с 1982 — «Ультразвук и термодинамические свойства вещества»).
Награждён орденом «Знак Почёта», медалями, знаками «Отличник народного образования» и «Отличник просвещения СССР».